# Fernando Saucedo
Fernando Javier Saucedo Pereyra (Santa Cruz de la Sierra, 15 de marzo de 1990) es un futbolista boliviano. Actualmente, juega como centrocampista en Always Ready de la Primera División de Bolivia.

## Selección nacional
Ha sido internacional con la  Selección boliviana en 5 ocasiones sin anotar goles.  El día 2 de septiembre anotó su primer gol ante la  Selección Colombiana en la fecha 7 de las eliminatorias sudamericanas de catar 2022 empatando 1-1 en la altura de La Paz 

### Participaciones en Sudamericanos
| Competición                 | Sede      | Resultado    | Part. | Goles |
| --------------------------- | --------- | ------------ | ----- | ----- |
| Sudamericano Sub-20 de 2009 | Venezuela | Primera fase | 3     | 0     |

### Participaciones en Eliminatorias al Mundial
| Eliminatorias                 | Resultado | Partidos | Goles |
| ----------------------------- | --------- | -------- | ----- |
| Eliminatorias Mundial de 2018 | 9º lugar  | 2        | 0     |

### Participaciones en Copas Américas
| Copa                    | Sede           | Resultado      | Partidos | Goles |
| ----------------------- | -------------- | -------------- | -------- | ----- |
| Copa América Centenario | Estados Unidos | Fase de grupos | 1        | 0     |
| Copa América 2019       | Brasil         | Fase de grupos | 3        | 0     |

## Clubes
| Club              | País    | Año               |
| ----------------- | ------- | ----------------- |
| Oriente Petrolero | Bolivia | 2010 - 2014       |
| Guabirá           | Bolivia | 2015              |
| Wilstermann       | Bolivia | 2015 - 2019       |
| Always Ready      | Bolivia | 2020 - 2021       |
| The Strongest     | Bolivia | 2022 - 2023       |
| Bolívar           | Bolivia | 2023 - 2024       |
| Always Ready      | Bolivia | 2025 - Actualidad |

## Palmarés

### Títulos nacionales
| Título           | Club              | País    | Año           |
| ---------------- | ----------------- | ------- | ------------- |
| Primera División | Oriente Petrolero | Bolivia | Clausura 2010 |
| Primera División | Jorge Wilstermann | Bolivia | Clausura 2016 |
| Primera División | Jorge Wilstermann | Bolivia | Apertura 2018 |
| Primera División | Jorge Wilstermann | Bolivia | Clausura 2019 |
| Primera División | Always Ready      | Bolivia | Apertura 2020 |
| Copa de la Liga  | Bolívar           | Bolivia | 2023          |
| Primera División | Bolívar           | Bolivia | 2024          |